# Viola von Cramon-Taubadel

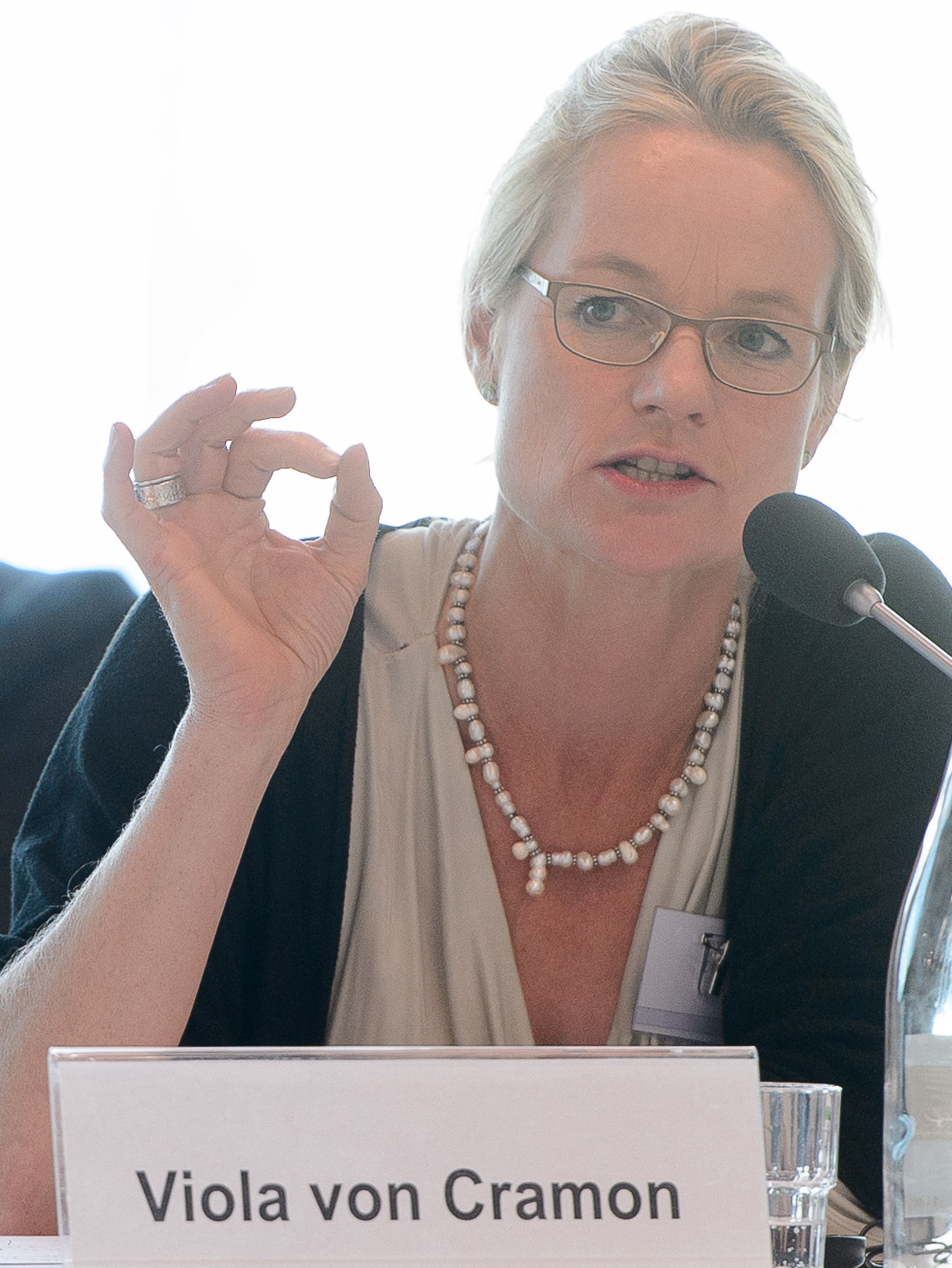
Viola von Cramon-Taubadel, 2015

Viola von Cramon-Taubadel; geborene Gehring (* 23. März 1970 in Halle (Westfalen)) ist eine deutsche Politikerin (Bündnis 90/Die Grünen). Von 2009 bis 2013 war sie Mitglied des Deutschen Bundestages. Von 2019 bis 2024 war sie Mitglied des Europäischen Parlaments.

## Werdegang

### Bildungsweg und erste Berufstätigkeit
Viola von Cramon wuchs zusammen mit ihrer jüngeren Schwester als Tochter des Restaurantbesitzers Hartwig Gehring und seiner Ehefrau Margrit in Werther auf. Sie legte 1989 ihr Abitur am Ratsgymnasium Bielefeld ab. Zwischen 1990 und 1991 machte sie ein landwirtschaftliches Praktikum bei einem Demeter-Betrieb in Oberbayern. Zwischen 1992 und 1993 war sie Erasmus-Stipendiatin am Wye College in der englischen Grafschaft Kent.
1996 begann sie eine Tätigkeit als Assistentin im Wirtschaftspolitischen Beratungsprojekt der Bundesregierung bei der Ukrainischen Regierung in Kiew. Sie studierte Agrarökonomie an der Rheinischen Friedrich-Wilhelms-Universität Bonn und schloss 1997 als diplomierte Agraringenieurin ab. 1993 bis 1999 war sie nebenbei als Lektorin bei Agra-Europe und anderen Verlagen tätig. Von 1997 an bis 2004 betrieb sie selbständige Projektarbeit in Mittel- und Osteuropa. Zwischen 2006 und 2007 besuchte sie Vorlesungen an der Cornell University in Ithaca, New York.

### Engagement in der Kommunal- und Landespolitik
Auf kommunaler Ebene war von Cramon zwischen 2001 und 2006 für Bündnis 90/Die Grünen im Samtgemeinderat Radolfshausen und baute dort den Grünen-Ortsverband mit auf. 2003 bis 2006 saß sie für die Grünen im Kreistag Göttingen und war dort 2002 bis 2005 im grünen Kreisvorstand. 2003 bis 2006 war sie zudem Mitglied des Gesamtvorstands des Landschaftspflegeverbands im Landkreis Göttingen.
Bei den Grünen war sie Delegierte für die parteiinterne Bundesarbeitsgemeinschaft (BAG) Nord-Süd, Delegierte für die BAG Verbraucherschutz, Ernährung und Landwirtschaft, Sprecherin der niedersächsischen LAG Verbraucherschutz, Ernährung und Landwirtschaft. Von 2007 bis 2009 war sie Sprecherin der Landesarbeitsgemeinschaft (LAG) für Europa und Internationale Politik. Für die niedersächsische Landtagswahl 2008 war Cramon grüne Direktkandidatin für den Wahlkreis 15 Duderstadt und befand sich auf Listenplatz 28 der grünen Landesliste, gewann jedoch kein Mandat.

### Einzug in den Bundestag
Für die Bundestagswahl 2009 kandidierte sie als Direktkandidatin im Wahlkreis 52 Goslar-Northeim-Osterode, wie auch auf Listenplatz 7 der grünen Landesliste Niedersachsen. Über die Landesliste zog sie in den 17. Deutschen Bundestag ein. In der 17. Wahlperiode war von Cramon-Taubadel ordentliches Mitglied im Sportausschuss, im Ausschuss für die Angelegenheiten der Europäischen Union und übte das Amt einer Schriftführerin aus.
Sie war außerdem Stellvertretendes Mitglied im Auswärtigen Ausschuss. Des Weiteren war sie ordentliches Mitglied der Parlamentarischen Versammlung der OSZE, sowie stellvertretendes Mitglied in der Parlamentarischen Versammlung des Europarates, und der Euromediterranen Parlamentarischen Versammlung.
Für die Bundestagswahl 2013 wählte die Landesdelegiertenkonferenz der niedersächsischen Grünen von Cramon erneut auf Platz 7 der Landesliste zur Bundestagswahl 2013. Auch als Direktkandidatin für den Wahlkreis 52 Goslar-Northeim-Osterode trat sie erneut an. Aufgrund der Stimmenverluste der Grünen konnte sie ihr Mandat jedoch nicht verteidigen. Auch ein Versuch, bei der Bürgermeisterwahl 2014 in Duderstadt gegen Wolfgang Nolte (CDU) zu gewinnen, gelang nicht, sie unterlag mit 39,9 Prozent der Stimmen.

### Wechsel ins Europaparlament
Im November 2018 kandidierte von Cramon auf der Bundesdelegiertenkonferenz für die Europawahlliste von Bündnis 90/Die Grünen. Die Delegierten wählten sie auf den 19. Listenplatz. Bei der Europawahl 2019 verzeichneten die Grünen starke Stimmgewinne: Mit 20,5 Prozent gewann die Partei 21 der 96 deutschen Mandate, damit auch Viola von Cramon. Als Teil der Fraktion Die Grünen/EFA ist sie Mitglied im Ausschuss für auswärtige Angelegenheiten sowie stellvertretendes Mitglied im Haushaltskontrollausschuss und im Ausschuss für Industrie, Forschung und Energie.
In dieser Funktion ist sie die Berichterstatterin des Europäischen Parlaments für die Beziehungen zu den Staaten des Westbalkans. Im Jahr 2020 wurde von Cramon Mitglied des Sonderausschusses zur Einflussnahme aus dem Ausland auf alle demokratischen Prozesse in der Europäischen Union, einschließlich Desinformation.
Zusätzlich zu ihren Aufgaben in den Ausschüssen gehört von Cramon den Delegationen des Parlaments im Parlamentarischen Assoziationsausschuss EU-Ukraine (seit 2017), der Parlamentarischen Versammlung Euronest (seit 2017) und in Serbien (seit 2020) an. Sie ist außerdem Mitglied der Koordinierungsgruppe für Demokratieförderung und Wahlbeobachtung (DEG), die die Wahlbeobachtungsmissionen des Parlaments koordiniert. Auf Einladung von Präsident Hashim Thaçi wurde sie von Federica Mogherini mit der Leitung einer EU-Mission zur Beobachtung der Wahlen im Kosovo 2019 beauftragt.
Ab 2021 war von Cramon Mitglied der Delegation des Europäischen Parlaments der Konferenz zur Zukunft Europas.
Bei der Europawahl 2024 verpasste von Cramon den Wiedereinzug in das Europäische Parlament.

### Erneute Kandidatur für den Bundestag 2025
Am 7. September 2024 wurde Viola von Cramon-Taubadel als Direktkandidatin ihrer Partei im Bundestagswahlkreis Göttingen I für die Bundestagswahl 2025 nominiert.

## Weitere Mitgliedschaften
1991 war sie Gründungsmitglied des APOLLO-Vereins (Arbeitsgemeinschaft für Projekte in Ökologie, Landwirtschaft und Landesentwicklung in Osteuropa). Dort war sie zwischen 1992 und 2002 als Regionalbetreuerin und Vorstandsmitglied tätig. Zwischen 1991 und 1996 war sie Mitglied der Fachschaft Agrarwissenschaften und Studentische Vertretung im Fakultätsrat Agrarwissenschaften der Universität Bonn. 2001/2002 initiierte und unterstützte sie die Gründung, den Aufbau und die Koordination der Internetplattform Agrospezialist e. V. Zwischen 2001 und 2003 war sie Elternvertreterin im Evangelischen Kindergarten Waake.
Seit 2002 ist sie im Vorstand in der Bürgerinitiative Keine Ortsumfahrung Waake e. V., seit 2002 Mitglied und Vorstand (seit 2008 Vorsitzende) des Fördervereins der Grundschule Waake, war 2002 Initiatorin des Hortes für die Grundschule Waake, war 2003 Gründungsmitglied bei Kinderkram e. V., sowie 2008 bei KulturRad e. V. Waake und im selben Jahr Initiatorin des Kinder-Café Waake. Zwischen 1999 und 2008 war sie Mitglied der Deutschen Landwirtschafts-Gesellschaft e. V. (DLG) Frankfurt. 2008 war sie Gewinnerin eines Ideenpreises bei der Körber-Stiftung im Transatlantischen Ideenwettbewerb USable. Seit 2009 ist sie Mitglied des Fachbeirats Europa/Transatlantik der Heinrich-Böll-Stiftung. Außerdem ist sie seit 2010 Mitglied des Kuratoriums der Freya-von-Moltke-Stiftung.

## Weitere Aktivitäten
Von Cramon setzt sich für den Erhalt der mitteleuropäischen Urwälder und die Beendigung des illegalen Holzeinschlags, insbesondere in Natura 2000 Gebieten in Rumänien ein.

## Politische Positionen
Von Cramon-Taubadel stand dem Bau der Gaspipeline Nord Stream 2 kritisch gegenüber und fordert deutsche Waffenlieferungen an die Ukraine. Nach der Einigung der deutschen Bundesregierung mit den USA über eine Fertigstellung sagte sie gegenüber dem Deutschlandfunk, damit werde die Ukraine „den Russen zum Fraß vorgeworfen“.

## Privates
Von Cramon-Taubadel ist mit Stephan von Cramon-Taubadel, Professor für Agrarpolitik in Göttingen, verheiratet und Mutter von vier Kindern.